# انتشارات روپا
انتشارات روپا (انگلیسی: Rupa Publications) شرکت انتشارات هندی است، که در سال ۱۹۳۶ تأسیس شد.